# نورمان ويلكينسون
نورمان ويلكينسون (بالإنجليزية: Norman Wilkinson)‏ (9 يونيو 1910 في المملكة المتحدة - 18 مايو 1975 بستوك أون ترينت في المملكة المتحدة) هو لاعب كرة قدم بريطاني (وحمل سابقاً جنسية المملكة المتحدة لبريطانيا العظمى وأيرلندا) في مركز حراسة المرمى. لعب مع ستوك سيتي وهدرسفيلد تاون ونادي أوزورتي تاون ‏ وWest Stanley F.C. ‏.